# Junge Welt
junge Welt (o anche semplicemente jW; letteralmente, «Mondo giovane») è uno storico quotidiano tedesco di orientamento marxista. Fondato il 12 febbraio 1947 nel settore sovietico di Berlino come rivista settimanale, fu l'organo ufficiale della Libera Gioventù Tedesca (Zentralorgan der FDJ) al tempo della Repubblica Democratica Tedesca.
Il Bundesamt für Verfassungsschutz lo ha definito nel 2022 come «il mezzo di comunicazione più importante e a più alta tiratura dell'estremismo di sinistra [in Germania]».